# Последние носители языков
Главная функция естественного языка — коммуникативная. Чтобы эта функция выполнялась, необходимо иметь хотя бы двух носителей языка, которые бы могли общаться между собой. Когда остаётся один носитель, коммуникативная функция языка оказывается утраченной. Со смертью последнего носителя язык считается мёртвым.
В настоящее время в мире насчитывается до нескольких десятков живых последних носителей разных языков (по некоторым утверждениям их может быть около 50).

## Хронология исчезновения языков мира

### XIII век
- В 1244 году умер Елюй Чуцай (54), считающийся последним известным носителем киданьского языка, умевшим говорить, читать и писать на нём[1].

### XVII век
- В 1676 году умерла Честен Марчант — последняя монолингвальная носительница корнского языка.

### XVIII век
- 3 октября 1756 года умерла Эмерентц Шультце (88) — последняя носительница полабского языка, распространённого на северо-западе Германии и принадлежавшего к западной группе славянской языковой семьи.
- В 1760 году умерла Маргарет Макмюррей — последняя носительница гэльвегского диалекта шотландского языка.
- В 1777 году умерла Долли Пентрит — последняя полноценная носительница корнского языка.

### XIX век
- В 1829 году умерла Шанадитит (ок. 28) — последняя носительница языка беотук.
- В 1839 году, по данным Матиаса Кастрена, умер последний носитель маторского языка.
- В 1850 году умер Уолтер Сазерленд — последний носитель языка норн, принадлежавшего к скандинавской группе индоевропейской семьи языков. Норн был распространён на Оркнейских и Шетландских островах.
- В 1853 году умерла Хуана-Мария — последняя носительница языка индейского племени николеньо, некогда распространённого на острове Сан-Николас, у берегов Калифорнии.
- В 1871 году умер Никона[англ.] (ок. 106) — последний полноценный носитель языка тутело.
- В 1891 году умер Джон Дейви (79) — последний человек, хоть немного владевший корнским.
- В 1898 году погиб[2] Туоне Удайна (75) — последний носитель далматинского языка.

### XX век
- В 1905 году умерла Фанни Кокрейн Смит (71) — последняя носительница неидентифицированного тасманийского языка.
- В 1908 году умерла Фиделия Филдинг (81) — последняя носительница языка мохеган-пекот.
- В 1916 году умер Иши (ок. 55-56), последний носитель индейского языка яна (север штата Калифорния, США). Иши говорил на южном диалекте этого языка — яхи. Одновременно Иши был последним представителем племени яна.
- В 1922 году умерла Салли Ноубл — последняя носительница языка чимарико (изолированный язык).
- В 1930 году умерла Асенсьон Солорсано, последняя носительница языка муцун, одного из утийских языков (север штата Калифорния, США).[3].
- В 1934 году умерла Френсис Джонсон, последняя носительница изолированного индейского языка такелма (штат Орегон, США). Ныне представители племени такелма говорят на английском языке.
- В 1934 году умерла Трруульмани — последняя носительница языка пуэльче (чонский язык).
- В 1939 году умерла Изабел Медоуз (93), последняя носительница индейского языка румсен (утийская семья, костаноанская ветвь, южнокостаноанская группа). Румсен был распространён на севере штата Калифорния, в США. Изабел Медоуз была европейско-индейской метиской, языку румсен научилась от своей матери-индианки.
- В конце 30-х (точная дата неизвестна) умерли Уотт Сэм и Нэнси Рэйвен — последние носители языка натчез.
- В 1940 году умерла Дельфин Дюклу (69), последняя носительница изолированного индейского языка читимача (США, штат Луизиана).
- В 1948 году умер Сесостри Ючигант, также известный как Сэм Янг, — последний носитель языка туника.
- В 1954 году умер Джеймс Налиг (ок. 84) — последний носитель языка утаха.
- В 1960 году умерла Энни О’Ханлон — последняя носительница лейнстерского диалекта ирландского языка.
- В 1962 году скончалась Делла Принс, последняя носительница индейского языка вийот, некогда распространённого на севере штата Калифорния (США). Вийот входил в алгскую семью языков.
- В 1965 году умерла Мэри Йи (68) последняя носительница индейского языка барбареньо (чумашская семья языков). Барбареньо был распространён на юге штата Калифорния (США).
- В 1968 году умер Мэнфри Вуд — последний носитель валлийско-цыганского языка.
- В 1974 году умер Эдвард (Нед) Маддрелл, который считался последним носителем мэнского языка. Говорят, когда Нед был ребёнком, некоторые его соседи даже не знали английского.
- В 1974 году умерла Анжела Лойдж (ок. 74) — последняя носительница языка она.
- В 1977 году умер последний носитель еврейского этнолекта окситанского языка Арман Люнель[англ.].
- В 1981 году в городе Таунсвилл (Австралия, штат Квинсленд) умер Алф Палмер (90), последний носитель австралийского языка варрунгу (семья пама-ньюнга).
- В 1986 году умер Джек Батлер, последний носитель языка тьивали (один из языков австралийских аборигенов).
- В 1987 году умерла Росинда Ноласкес (94), последняя носительница индейского языка купеньо. Купеньо входил в юто-ацтекскую языковую семью и был распространён в южной части штата Калифорния (США).
- В 1989 году умерла Клавдия Захаровна Плотникова — представительница народа камасинцев, последний носитель камасинского языка.
- После 1990-х умер Морнди Манро[англ.] — последний носитель унгумского диалекта языка воррора.
- В 1991 году умерла Фидела Бернат (92) — последняя носительница ронкальского диалекта баскского языка. Диалект был распространён в восточной части провинции Наварра в Испании.
- В 1992 году умер Тевфик Эсенч, последний носитель убыхского языка, родившийся в Турции в селе Хаджы-Осман-кёйю.
- В 1994 году, в возрасте 93 лет умерла Таке Асаи, последняя носительница сахалинского диалекта айнского языка.
- В 1995 году умер Элджи Паттерсон — последний носитель языка мартутунира.
- 5 ноября 1995 года умер Богон, последний носитель языка касабе. Касабе был распространён в Камеруне и предположительно принадлежал мамбилоидной подгруппе бантоидной группы бенуэ-конголезской семьи.
- 8-го января 1996 года в возрасте 76 лет умер Кромуэлл Эшби Хокинс Уэст, последний носитель североамериканского индейского языка катавба (США, штат Южная Каролина), принадлежащего к сиуанской семье языков. Уэст был смешанного афроамериканского и индейского происхождения. Катоба не был для Уэста первым языком, по его же утверждениям он научился этому языку от родителей своей матери.
- В 1996 году умер Трумэн Уошингтон Дэйли (98), последний полноценный носитель индейского языка чивере (сиуанская семья языков), для которого этот язык был родным. Чивере был распространён в индейских резервациях штата Оклахома (США). В данный момент остаётся ещё около двух-трёх десятков человек, в некоторой степени понимающих язык чивере.
- В 1997 году умерла Валентина Выйе, последняя носительница сиреникского языка.
- В 1998 году умер Шон О'Генри[англ.], последний монолингвальный носитель ирландского языка (все остальные носители ирландского языка также владеют и английским).
- В 1999 году в возрасте 87 лет умерла Мэри Кармел Чарльз — последняя носительница языка нюлнюл (северо-запад Австралии, округ Кимберли).
- В 2000 году умер Кагобай — изобретатель и последний носитель ренеллского жестового языка.
- В 2000 году умер Морис Таби — последний носитель языка сова.

### XXI век
- В 2001 году умер Абегаз (ок. 81) — последний носитель языка месмес.
- В 2002 году умер Биг Билл Найджел (ок. 82) — последний носитель языка какутю.
- В 2002 году умер Эдвард Леонард Томпсон (98) — последний носитель языка унами.
- 29 декабря 2003 года умерла Мария Сергина, последняя носительница бабинского саамского языка.
- 20 сентября 2004 года в возрасте 98 лет умерла Ян Хуаньи (Yang Huanyi), последняя носительница женского языка нюй-шу, использовавшегося женщинами в Китае около 400 лет.
- В 2005 году умерла Люсиль Рубедо (англ. Lucille Roubedeaux), последняя носительница языка осейдж, одного из языков североамериканских индейцев.
- 21 января 2008 года Умерла 89-летняя Мэри Смит Джонс из Анкориджа, расположенного в южной части Аляски, последняя носительница эякского языка (семья на-дене), одного из языков североамериканских индейцев.
- В 2009 году умерла Миссис Боро — последняя носительница языка ака-кора.
- В январе 2010 года на Андаманских островах в возрасте 85 лет скончалась Боа Старшая — последняя носительница одного из андаманских языков бо[4].
- 20 августа 2010 года скончался Уильям Розарио, последний носитель индо-португальского креольского языка, некогда распространённого в приморском индийском городе Кочин (штат Керала).
- 24 октября 2010 года, в возрасте 96 лет на Тайване скончалась Пань Цзиньюй (англ. Pan Jin-yu), последняя носительница пазехского языка, входящего в тайваньскую зону австронезийской семьи языков.
- 17 марта 2012 года в городе Грейлинг (США, штат Аляска), в возрасте 86 лет скончался Уилсон Дикон, последний носитель североамериканского индейского языка холикачук (семья на-дене).
- В начале октября 2012 года, в возрасте 92 лет скончался Бобби Хогг, последний носитель диалекта шотландского языка — кромарти, некогда распространённого в одноимённом рыбацком посёлке на восточном побережье Шотландии.
- 26 марта 2013 года, в возрасте 93 лет умер Арчи Томпсон[англ.], последний полноценный носитель индейского языка юрок (США, штат Калифорния). Одновременно Томпсон был последним человеком, для которого юрок был родным языком.
- 2 июня 2013 года в Канаде, в возрасте 103 лет скончалась Гризелда Кристинь, последняя полноценная носительница ливского языка[5].
- 30 декабря 2013 года в возрасте 93 лет умерла Эмили Джонсон Дикерсон, последняя монолингвальная носительница индейского языка чикасо (США, штат Оклахома). Все остальные носители (которых на данный момент осталось ок. 70) являются билингвами, владеющими чикасо и английским.
- 4 февраля 2014 года в США, в возрасте 103 лет умерла Хейзел Сэмпсон, последняя полноценная носительница индейского языка клаллам (штат Вашингтон). Хэйзел Сэмпсон также являлась последним человеком, для которого язык клаллам был родным.
- В 2016 году умер Чарли Мунгульда — последний носитель языка амурдаг (Австралия, Северная территория).
- В феврале 2016 года в возрасте 89 лет умер Олбан Майкл, последний носитель диалекта нучатлат индейского языка нутка (вакашская семья языков, южная ветвь). Диалект был распространён на западном побережье острова Ванкувер (Канада).
- 30 августа 2016 года в возрасте 89 лет умерла Дорис МакЛемор, последняя носительница индейского языка уичита (США, штат Оклахома). Дорис МакЛемор была метиской, её отец был белым, а мать была представительницей народа уичита. Языку Дорис научилась от родителей своей матери, у которых она воспитывалась.
- 29 июля 2016 года в возрасте 87 лет скончался Томми Джордж, последний носитель австралийского языка Куку-тайпан, входящего в языковую семью Пама-ньюнга.
- 9 декабря 2016 года в возрасте 85 лет скончался Эдвин Бенсон, последний полноценный носитель индейского языка мандан (языковая семья Сиу, штат Северная Дакота, США).
- Дора Манчадо (86) — последняя носительница языка Теуэльче (Чонская семья), скончалась 4 января 2019 года, языком пользовались в Аргентине, в регионе Патагония.
- Черри Вулумирр Дэниелс (75) — последняя носительница языка Нганди (Макро-гунвинигуанская семья), скончалась 23 марта 2019 года, языком пользовались в Австралии, в регионе Северная территория.
- Гьяни Маийи Сен (82-83) - последняя носительница языка Кусунда, Непал, скончалась 25 января 2020 года.
- Личо (ок. 60) — последняя носительница языка Ака-кари или Чариар (Андаманская семья), скончалась 4 апреля 2020 года, языком пользовались в Индии, на севере Андаманских островов.
- Кеннет Паттерсон (ок. 94) — последний носитель языка Тускарора (Ирокезская семья), скончался 2 декабря 2020 года, язык был распространен в США, в штате Северная Каролина.
- Арука Жума (ок. 86-90) — последний носитель диалекта Жума языка Кавахиб (семья Тупи), скончался в феврале 2021 года, диалект был распространен в Бразилии, в штате Рондония.
- Вера Тимошенко (93) — последняя носительница беринговского диалекта алеутского языка (Эскимосско-алеутская семья), скончалась 7 марта 2021 года, диалектом пользовались жители острова Беринга (Россия, Камчатский край).
- Мэри Уилкокс (88) — последняя носительница диалекта вукчамни языка туле-кавия (семья йокутских языков, штат Калифорния, США). Умерла 25-го сентября 2021 года. Она была последней носительницей и самого языка туле-кавия, поскольку другие диалекты этого языка вымерли ещё раньше. Усилиями Мэри Уилкокс был составлен словарь этого диалекта, а также как минимум три человека научились на нём говорить.
- 16 февраля 2022 года скончалась Кристина Кальдерон (93) — последняя носительница изолированного яганского языка (крайний юг Аргентины и Чили), певица и этнограф, последний чистокровный представитель индейского народа яганов.
- 5 октября 2022 года скончался Геннадий Яковлев (86)  —  последний носитель алеутско-медновского языка (Россия, остров Беринга). Язык возник, во 2-й половине XIX века на острове Медный среди русско-алеутских креолов в результате смешения русского и алеутского языков. Носители алеутско-медновского языка жили в селе Преображенском на острове Медный, откуда в конце 1960-х годов были переселены на остров Беринга.

## Список живых последних носителей языков
- Вердена Паркер (родилась 1 марта 1936 года) — последняя полноценная носительница индейского языка хупа (США, северо-запад штата Калифорния).
- Сёстры Глэдис и Дорин Миллер (даты рождения неизвестны) — последние носительницы австралийского языка вирангу (семья пама-ньюнга).
- Берта Митчелл (дата рождения неизвестна) — последняя полноценная носительница индейского языка патвин — (США, штат Калифорния, винтуанская семья).
- Лайнол Нало (дата рождения неизвестна) — последний носитель языка танема (Соломоновы Острова, остров Ваникоро, австронезийская семья).
- Сиксто Муньос (исп. Sixto Muñoz, родился ок. 1933 года) — последний носитель языка тинигуа (Колумбия), последнего выжившего представителя всей языковой семьи тинигуанских языков[англ.][6].
- Пабло Андраде (родился в 1951 году) — последний носитель языка ресигаро (аравакская семья, Перу), стал единственным носителем языка после того, как в 2016 году другая носительница, его сестра — Роса Андраде, была убита в возрасте 67 лет.
- Амадео Гарсия Гарсия (дата рождения неизвестна) — последний носитель языка тауширо (по Кауфману сапарская семья, Перу)[7].
- Питер Салмон (1933) — последний носитель диалектов Варриангга и Тиинма языка Мантарта (семья Пама-Ньюнга) — Австралия, штат Западная Австралия.
- Катрина Эсау (1933) — Последняя носительница языка Нцъу (койсанская семья, Южно-Африканская Республика).